# 世界 (タロット)

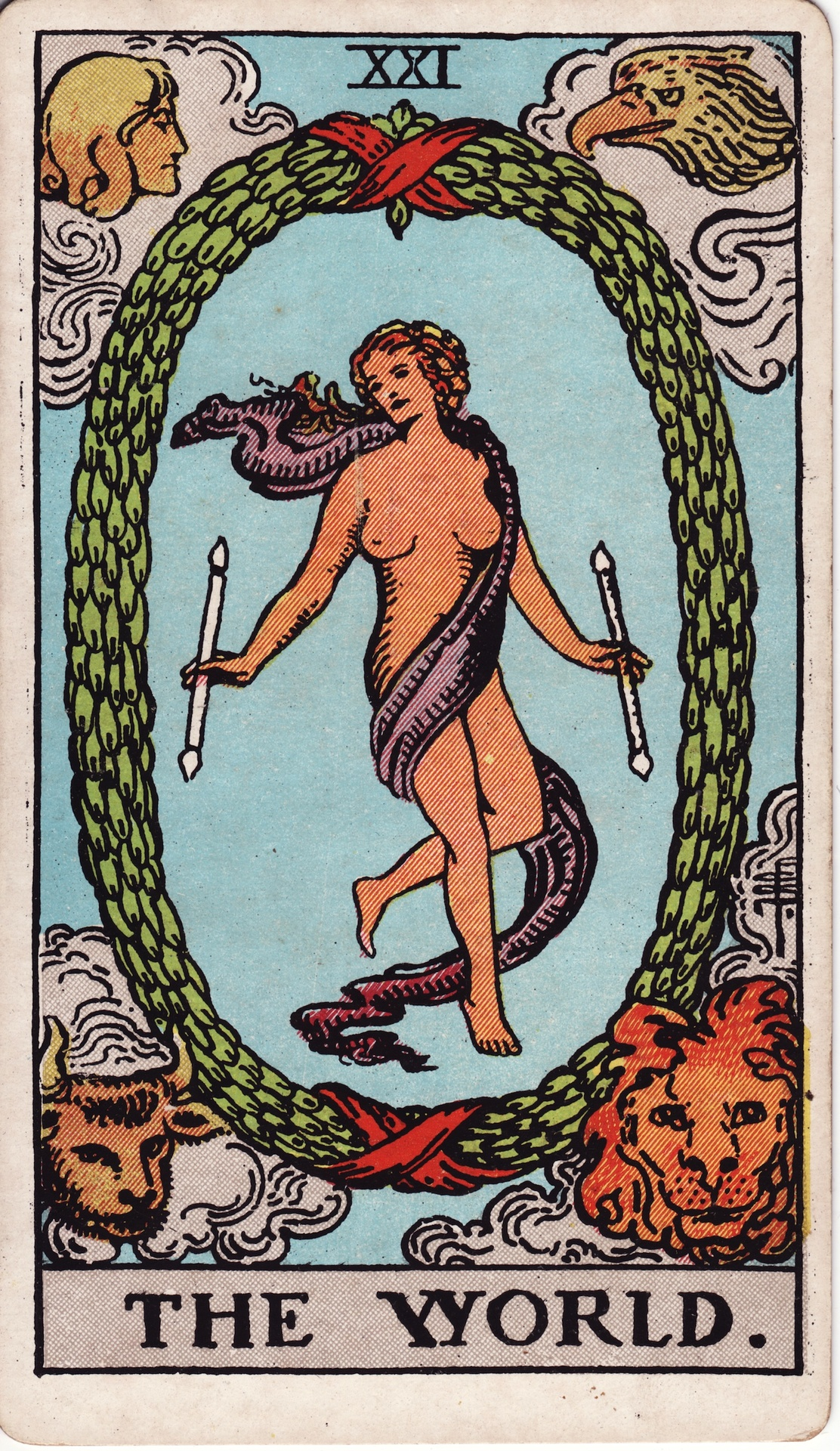
ウェイト版タロットの世界

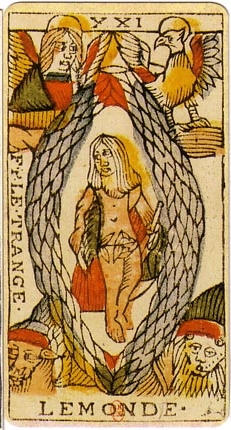
マルセイユ版タロットの世界

世界（せかい、英: The World、仏: Le Monde）は、タロットの大アルカナに属するカードの1枚。宇宙（うちゅう）という意味も含む。
カード番号は「21」で、前のカードは「20 審判」。古い時代のタロットではマルセイユ版で「番号無し」とされた「愚者」を「22」に置いて「世界」の次のカードとするものや、逆に「世界」を「22」・「愚者」を「21」とするものが存在していた。

## カードの意味
正位置の意味
成就、完成、完全、総合、完遂、完璧、攻略、優勝、パーフェクト、コングラッチュレーションズ、グッドエンディング、完全制覇、完全攻略、正確無比、永遠不滅。
逆位置の意味
衰退、堕落、低迷、未完成、臨界点、調和の崩壊。
アーサー・エドワード・ウェイトのタロット図解における解説では「完成・約束された成功・旅」を意味するとされる。

## カバラとの関係
ヘブライ文字はタヴ（ת）、ただし複数の異説がある。「黄金の夜明け団」の説ではイェソドとマルクトのセフィラを結合する経に関連付けられている。

## 占星術との対応
下記のように海外にはいろいろな説がある。
- 星座：金牛宮説[2]、巨蟹宮説、獅子宮説、天蠍宮説、双魚宮説
- 惑星：太陽説、木星説、土星説[3]、海王星説、「太陽+木星」説[4]
- 特定の星座ではなく黄道12宮の全体にあたるとする説や、四大のうちの「地の元素」とする説もある。

## 寓画の解釈
この「世界」は一連の大アルカナの最後に位置することから最も重要視する注解者も多く他のカードに比べその解釈は注解者ごとに千差万別である。カードの構図は月桂樹で形作られた輪とその中央に描かれた一人でありその外周を四大元素を象徴する「天使＝風」、「鷲＝水」、「牛＝大地」、「ライオン＝火」が取り囲む。22枚の大アルカナの中で月と同じくウェイトがカードの構図を大きく変更しなかったうちの一枚である。

### 女性説
中心に描かれた人物を女性とみるのは中世（タロット発祥といわれている時代）から現代に至るまで多くのタロットカードで採用されてきた解釈である。またこの女性を運命の女神・フォルトゥーナと関連付けて解釈する説も存在している。

### 男性説
この天使・鷲・牛・ライオンは各々四福音書ないし福音記者の象徴であり、「天使＝聖マタイ」、「鷲＝聖ヨハネ」、「牛＝聖ルカ」、「ライオン＝聖マルコ」である。この4つの象徴は四角形の四隅に配置され中心の人物を見守るかのように描かれる。

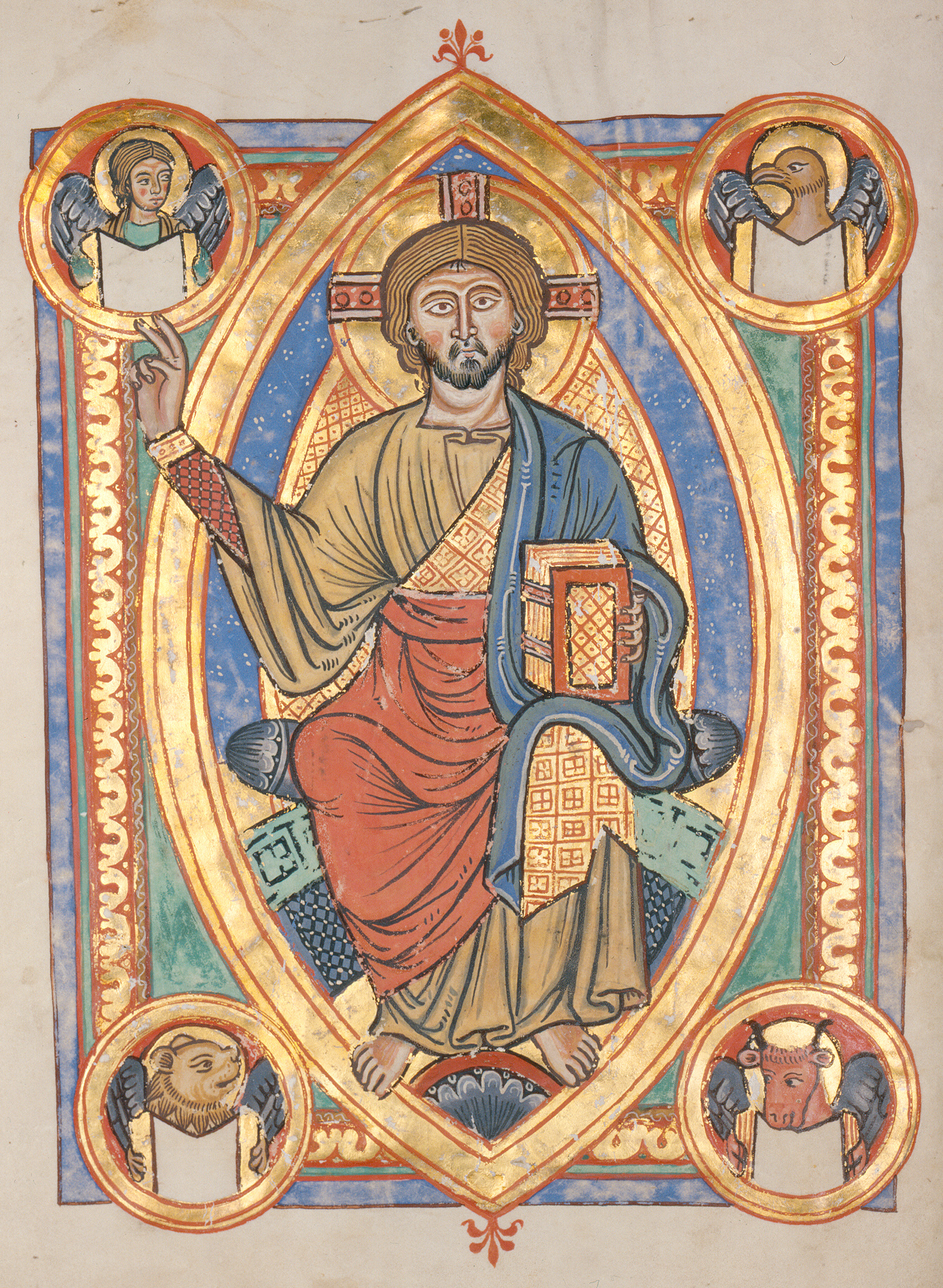
中心にキリストが鎮座し四方を福音記者の象徴が取り囲んでいる。

左図は、「キリストの勝利」と題された絵（マンダラ）である。この絵の中心には聖書を携えたイエス・キリストが鎮座し四方にはその位置こそ違え「世界」と同じモチーフが確認できる。ここを以てマルセイユ版のモデルとなったと主張する注解者も少なくない。つまり「世界」に描かれる人物は当初は「キリスト」即ち「男性」であったものが後に何らかの形で女性又は女性的なモチーフへと変わっていったとする説である。この説を裏付けるものとして17世紀半ばのパリでデザインされたタロットの「世界」には男性が描かれているものが存在している。

### 両性具有説
他にこの人物は両性具有若しくは神人合一とする説も存在する。即ち一連の大アルカナの最後に位置するカードは男性・女性のどちらにも偏ることなく究極的に完璧な存在として扱うべきであり所有対立物の完全なる統合に至る「ゴール」として最も相応しいと考える説である。人物を取り巻くアーモンド型の植物は卵・子宮を表しその上下のリボンと併せて∞を表している。そして彼（または彼女）は中央で片足を上げ恰も踊っているように見える。しかしその姿からは躍動を感じ取ることは出来ない。この表す所のものは永遠の中で動きの無いダンスを踊りつづける完全統合を果たした完全存在が内的にも外的にも誕生した瞬間である。この後彼（または彼女）は新たなる目的に向けて旅に出るべく再びもとの場所から再スタートを切るとの解釈も有る。この説によるとこの「世界」は終わりであると同時に始まりでもある。つまり全ての事柄には「終わり」というものは存在せず輪廻転生を繰り返すことで限りなく「終わり」へと近づいて行くことが重要であると暗示している。